# Falèron
Falèron (en llatí Phalerum, en grec antic Φάληρον) era un demos de l'Àtica situat a uns 8 km d'Atenes, a la costa occidental. Formava juntament amb el Pireu i Muníquia, la zona portuària d'Atenes.
Va ser el principal port d'Atenes abans de l'època de Temístocles, ja que aquest va fortificar el Pireu quan era arcont epònim l'any 492 aC, que era més a prop de la ciutat. Falèron estava connectat per una via a Atenes practicable durant tot l'any, mentre que la via del Pireu passava per una zona pantanosa. Era més aviat una badia on s'aturaven les naus, i no tant un port protegit amb molls i magatzems. Hi desembocaven els rius Cefís i Ilissos.
El demos de Falèron ocupava una plana que anava del mar cap a l'interior, i allà, segons Heròdot, la cavalleria dels Pisistràtides va derrotar els espartans que volien atacar Atenes i havien desembarcat al port. Hi havia construïdes també unes muralles 5 estadis més curtes que les muralles llargues del Pireu que connectaven amb la ciutat i protegien el camí, que es van fer a mitjan segle v i que el 404 aC van destruir els espartans.
El port de Falèron va ser important per a la mitologia grega. D'allí van sortir els herois atenencs quan van anar a combatre a la Guerra de Troia. i Teseu també va sortir d'aquí quan va viatjar a Creta. Estrabó diu que Falèron va ser una de les dotze ciutats de l'Àtica fundades pel mític rei Cècrops, i que més tard Teseu l'havia posat sota dependència d'Atenes.
Després de la batalla de Marató l'any 490 aC els perses van voler ocupar Atenes, però no ho van fer perquè els atenencs els havien vist des del temple de Cinosarges. Davant de Falèron es va reunir la flota persa abans i després de la batalla de Salamina l'any 480 aC, i els invasors van destruir molts temples i cases.
A partir del segle v aC, el port no va ser gaire utilitzat, però la ciutat seguia habitada quan la va visitar Pausànies al segle ii. Descriu els temples de Zeus Demetri, d'Apol·lo, i d'Atena, i diu que el temple d'Hera i el de Demèter encara es veien cremats per la destrucció dels perses, ja que els atenencs van decidir no reconstruir-los per conservar la memòria d'aquelles malifetes. També hi havia un temple dedicat al déu desconegut, un altre als fills de Teseu i encara un altre on s'honorava Faler d'Atenes, l'argonauta epònim de la ciutat.
Va ser el lloc de naixement de Demetri de Falèron, i el lloc d'enterrament d'Aristides d'Atenes, segons diu Plutarc.